# Letieres Leite
Letieres dos Santos Leite (* 8. Dezember 1959 in Salvador (Bahia); † 27. Oktober 2021 ebenda) war ein brasilianischer Jazzmusiker (Flöte, Tenor- und Sopransaxophon, Perkussion), der vor allem als Komponist und Arrangeur hervorgetreten ist.

## Leben und Wirken
Leite wuchs in Salvador (Bahia) auf, spielte Flöte und beschäftigte sich schon in jungen Jahren mit der Kunst. Im Alter von dreizehn Jahren wurde er als Perkussionist in das afro-brasilianische Orchester des Gymnasiums Severino Vieria in Salvador aufgenommen, das damals von der Musikethnologin Emilia Biancardi geleitet wurde. Später studierte er Kunst an der Universidade Federal da Bahia. Parallel dazu brachte er sich als Autodidakt das Notenlesen und das Spielen von Flöte und Saxophon bei. 1985 zog er nach Österreich, wo er ab 1986 am Franz Schubert Konservatorium in Wien studierte. Ab 1990 arbeitete er mit den Hip-Noses um Herbie Kopf (Gravitalità, 1994), später auch mit Tamanduá. In Europa trat er zudem mit Gil Goldstein (1990), mit Paulo Moura beim Montreux Jazz Festival 1992 und mit Alfredo de la Fé (1993) auf.
1994 kehrte Leite nach Brasilien zurück. Als Musiker arbeitete er mit Mokhtar Samba, Naná Vasconcelos, Nico Assumpção, Elza Soares, Stanley Jordan, Carlinhos Brown, Olodum, Márcio Montarroyos und der Sängerin Ivete Sangalo, für die er bis 2011 komponierte, arrangierte und an acht von deren Alben und vielen Auftritten weltweit mitwirkte. Weiterhin arrangierte er Musik von Maria Bethânia, Caetano Veloso, Lenine, Gilberto Gil, Toninho Horta und den Retrofoguetes.
Leites Projekt Rumpilezz begann 2005 im Gamboa-Theater, wo Letieres das Zusammentreffen von Musikern aus der Instrumentalszene Bahias mit Atabaques-Perkussionisten, den Alabés, förderte. 2006 gründete er das großformatige Orkestra Rumpilezz, das afro-baianische Perkussion mit Jazz kombiniert. Neben der Leitung des Orchesters ist Letieres für das gesamte Konzept – Kostüme, Ambiente – sowie für die Kompositionen und Arrangements der Bläser und Schlagzeuger verantwortlich. Die Diskografie von Rumpilezz umfasst die Alben Letieres Leite & Orkestra Rumpilezz (2009) und A Saga da Travessia (2016) sowie die DVD Rumpilezz visita Caymmi. 2014 gastierte die Formation beim Moers Festival. In New York City trat das Orchester 2015 unter Leitung von Letieres auch mit Arturo O’Farrill und Steven Bernstein auf. Aus dem Orkestra Rumpilezz entstand zudem das Letieres Leite Quinteto.
Weiterhin dirigierte Leite die Big Band von Hermeto Pascoal (mit Pascoal selbst am Klavier) beim Festival de Música Instrumental da Bahia 2004. Er ist auch auf Aufnahmen mit Elba Ramalho, Lulu Santos, Timbalada, Roberto Avila & Saravá/Freddie Hubbard und Daniela Mercury zu hören. Posthum erschien 2022  Moacir de todos os santos, das Leite mit dem Orkestra Rumpilezz eingespielt hatte.
In Salvador unterrichtete Leite 1998 und 1999 an der Musikfakultät der Universidade Federal da Bahia Saxophon. Er gründete die Academia de Musica da Bahia, eine Schule, die sich auf den Unterricht populärer Musik mit Schwerpunkt auf Musik aus Bahia spezialisiert hat.
Leite starb während der COVID-19-Pandemie in Brasilien am 27. Oktober 2021 in seinem Haus in Salvador an Atemversagen infolge COVID-19.

## Preise und Auszeichnungen
Letieres Leite & Orkestra Rumpilezz wurden beim Brazilian Music Award 2010 als beste Instrumentalgruppe und als Offenbarung des Jahres ausgezeichnet und beim Bravo! Award 2010 als beste Populär-CD, außerdem wurden sie beim InterMarketing Award mit der Goldmedaille für Qualität in Brasilien ausgezeichnet. Die DVD Rumpilezz visita Caymmi wurde von der Vereinigung der Musikkritiker von São Paulo in die Liste der 10 besten Alben des Jahres 2016 aufgenommen. Mit A Saga da Travessia erlangte er neue Anerkennung und gewann 2017 drei Kategorien des brasilianischen Musikpreises: Bester Arrangeur, Bestes Instrumentalalbum und Beste Instrumentalgruppe.